# Kretzschmaria zonata
Kretzschmaria zonata är en svampart som först beskrevs av Joseph-Henri Léveillé, och fick sitt nu gällande namn av Philip Michael Dunlop Martin 1976. Kretzschmaria zonata ingår i släktet Kretzschmaria och familjen kolkärnsvampar.   Inga underarter finns listade i Catalogue of Life.